# Bogini. Historia mojej miłości
Bogini. Historia mojej miłości – rosyjski dramat obyczajowy z 2004 roku, według scenariusza i w reżyserii Renaty Litwinowej. 
W 2005 roku film był nominowany do nagrody Tygrysa na Międzynarodowym Festiwalu Filmowym w Rotterdamie. Polska premiera miała miejsce 19 stycznia 2009 na kanale Wojna i Pokój.